# 100 Jahre Erster Weltkrieg
100 Jahre Erster Weltkrieg war der 100. Jahreszeitraum des Ersten Weltkriegs, der die Periode von Juli 2014 bis November 2018 abdeckte. Vor 2014 planten mehrere Regierungen in Europa und den Mitgliedsstaaten vom Commonwealth of Nations umfangreiche Zeitpläne, um die Hundertjahrfeier zu erinnern.

## Veranstaltungen

### Gedenkfeierlichkeiten zum Kriegsbeginn

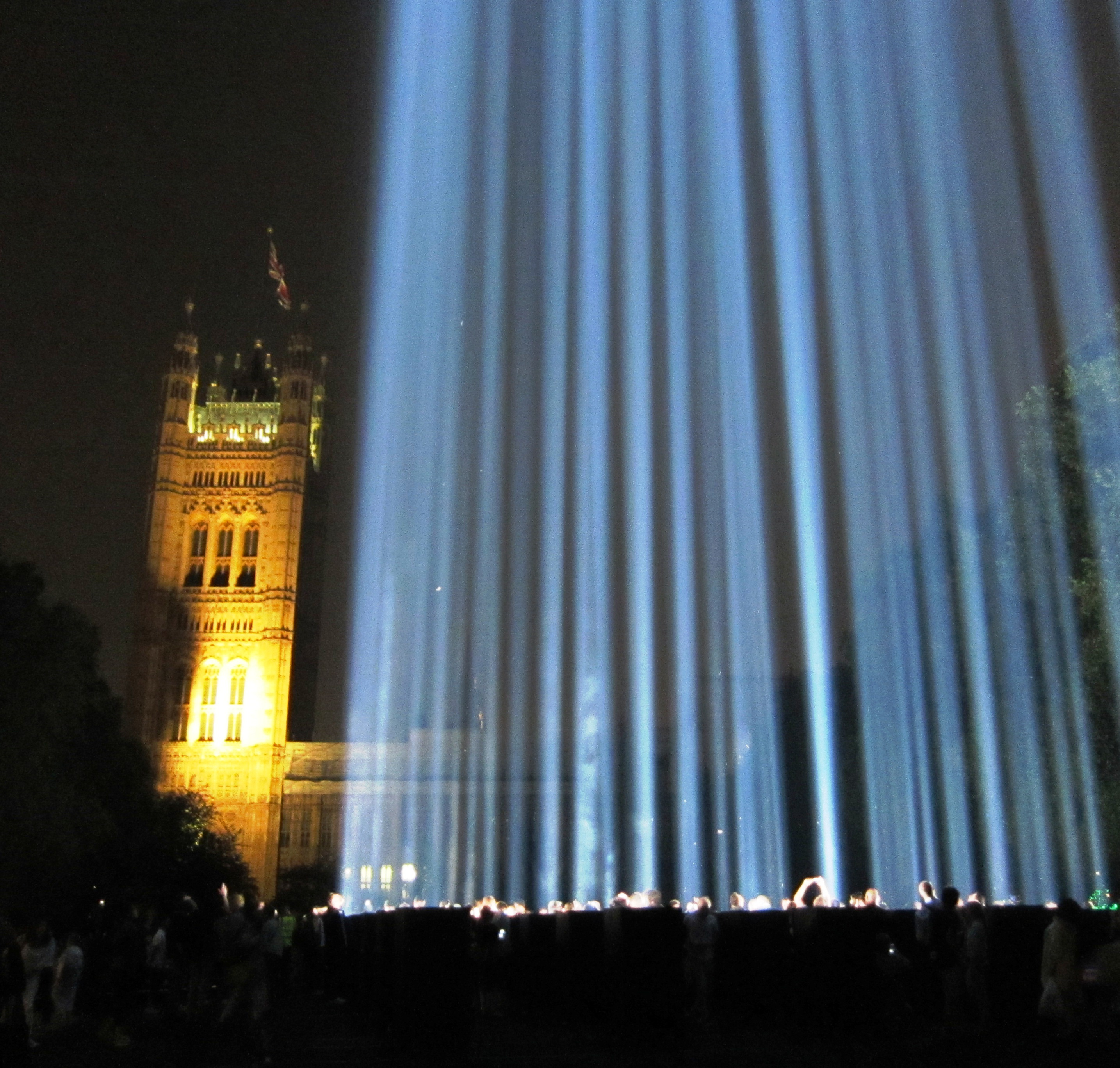
Ausstellung im Victoria Tower in London am 5. August 2014

Am 3. August 2014 besuchten der französische Präsident François Hollande und der deutsche Bundespräsident Joachim Gauck den Hartmannswillerkopf in den Vogesen, wo sie den Grundstein eines neuen Geschichtsdenkmals für die rund 30.000 im Krieg gefallenen französischen und deutschen Soldaten gemeinsam legten.
In Großbritannien wurden am 4. August 2014 im Rahmen eines Projekts namens „Lights Out“ zum hunderten Jahrestag des britannischen Kriegseintritts in vielen Teilen des Landes die Lichter ausgeschaltet. In der belgischen Stadt Lüttich fand auch eine Zeremonie zum Gedenken am Einmarsch des Deutschen Reichs von Belgien statt.

### ANZAC Day 2015
Am 25. April 2015 waren die Premierminister Australiens und Neuseelands, Tony Abbott und John Key, sowie Prinz Charles bei einem ANZAC-Day-Gottesdienst in der türkischen Stadt Gelibolu anwesend, bei dem die Versammlung der Nachfahren australischer und neuseeländischer Soldaten Ansprachen hielten. Die Zeremonie erinnerte den 100. Jahrestag der Schlacht von Gallipoli, die in dieser gleichen Lage gekämpft wurde.

### Waffenstillstandstag 2018

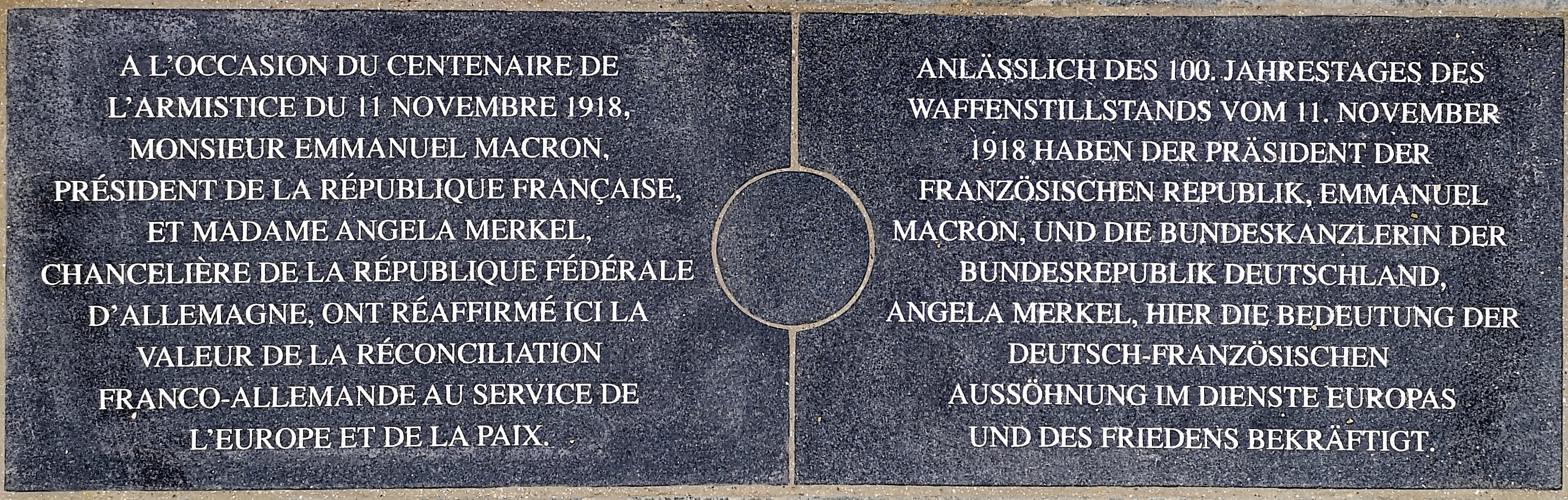
Deutsch-französische Gedenktafel in Compiègne

Im November 2018 fanden weltweite Gedenkfeiern zum Waffenstillstand von Compiègne 1918 vor einhundert Jahren statt. In Frankreich begannen die Gedenkveranstaltungen am 4. November 2018 mit einem Konzert im Straßburger Münster in Anwesenheit des französischen Präsidenten Emmanuel Macron und des deutschen Bundespräsidenten Frank-Walter Steinmeier. Am 9. November besuchte Macron gemeinsam mit der britischen Premierministerin Theresa May und dem belgischen Premierminister Charles Michel den Soldatenfriedhof Saint-Symphorien in der belgischen Stadt Mons. Am nächsten Tag trafen mehreren Dutzend ausländischen Staats- und Regierungschefs in Paris ein, darunter die deutsche Bundeskanzlerin Angela Merkel, US-Präsident Donald Trump, Russlands Präsident Wladimir Putin, der österreichische Bundespräsident Alexander Van der Bellen sowie der EU-Kommissionspräsident Jean-Claude Juncker. Macron und Merkel besuchten der Lichtung von Compiègne, wo sie eine Gedenktafel zur „Bedeutung der deutsch-französischen Aussöhnung im Dienste Europas und des Friedens“ enthüllten. Am Abend nahmen die ausländischen Gäste an einem von Macron veranstalteten Empfang und Essen im Musée d’Orsay teil.
Am Vormittag des 11. November fand eine internationale Zeremonie anlässlich des 100. Jahrestages des Waffenstillstands am Arc de Triomphe statt, bei der Macron in einer Rede vor „den Gefahren des Nationalismus“ warnte. Nach der Zeremonie versammelten sich die am Arc de Triomphe anwesenden Gäste auch zu einem offiziellen Mittagessen im Élysée-Palast, und besuchten am Nachmittag die Eröffnungssitzung des Pariser Friedensforums. Gleichzeitig war Trump bei einem offiziellen Gottesdienst für im Krieg gefallene amerikanischen Soldaten anwesend, während viele Pariser am Place de la République gegen seinen Besuch protestierten.
In London nahmen die Königin Elisabeth II. und die britische Premierministerin Theresa May zusammen mit Bundespräsident Frank-Walter Steinmeier an der jährlichen Gedenkfeier zum Remembrance Sunday im Londoner Kenotaph und am Abend an einem Gedenkgottesdienst in der Westminster Abbey teil. In der australischen Hauptstadt Canberra, der neuseeländischen Hauptstadt Wellington, Belgien, Kanada und den Vereinigten Staaten hatten auch nationalen Gedenkfeierlichkeiten zum Ende des Ersten Weltkriegs stattgefunden.